# 黒沢 (北秋田市)
黒沢（くろさわ）は、秋田県北秋田市鷹巣地域にある大字。郵便番号は018-3341。

## 地理
北秋田市の北端に位置する。国道7号から北に約2㎞入った南部に住宅・水田があり、北部は大部分を山地が占める。
北は藤里町大沢、東は綴子、南は坊沢、西は前山と隣接する。

### 小字
- 馬屋沢 うまやざわ
- 小坪 こつぼ
- 泥木 どろのき
- 八千枚 はっせんまい
- 不動下 ふどうした
- 務沢 むさわ
- 務沢館 むさわだて
- 村下 むらした

## 歴史

### 沿革
- 1889年（明治22年）4月1日 - 町村制の施行により、黒沢村、前山村、今泉村、小繋村、麻生村の区域をもって七座村が発足
- 1955年（昭和30年）4月1日 - 鷹巣町・栄村・坊沢村・沢口村と合併し、新鷹巣町が発足。同日七座村廃止。
- 1971年（昭和46年） - 鷹巣町立黒沢小学校が廃校。
- 1979年（昭和54年） - 旧黒沢小学校跡地に黒沢生活改善センターが完成。

## 世帯数と人口
2020年（令和2年）10月1日現在の世帯数と人口は以下の通りである。
| 大字 | 世帯数 | 人口 | 人口 | 人口 |
| 大字 | 世帯数 | 男   | 女   | 計   |
| ---- | ------ | ---- | ---- | ---- |
| 黒沢 | 5世帯  | 5人  | 6人  | 11人 |

### 世帯数と人口の変遷
国勢調査による世帯数と人口の推移。
| 1995年（平成07年） | 11世帯 |  |  | 31人 |  |  |
| 2000年（平成12年） | 9世帯  |  |  | 25人 |  |  |
| 2005年（平成17年） | 10世帯 |  |  | 28人 |  |  |
| 2010年（平成22年） | 7世帯  |  |  | 19人 |  |  |
| 2015年（平成27年） | 6世帯  |  |  | 16人 |  |  |
| 2020年（令和02年） | 5世帯  |  |  | 11人 |  |  |

## 小・中学校の学区
市立小・中学校に通う場合、学区は以下の通りとなる。
| 小字 | 小学校               | 中学校               |
| ---- | -------------------- | -------------------- |
| 全域 | 北秋田市立鷹巣小学校 | 北秋田市立鷹巣中学校 |

## 交通

### 鉄道
- 最寄り駅は、前山にある東日本旅客鉄道奥羽本線 前山駅

### 道路
市道 
- 黒沢線
- 馬屋沢線
- 坊沢-前山線
- 泥ノ木-務沢線

### バス
当地域をバス路線は運行していない。最寄りバス停は坊沢にある、坊沢上町バス停

## 施設
- 黒沢生活改善センター